# Santuario di Fushimi Sanpō Inari
Il Santuario di Fushimi Sanpō Inari (伏見三寳稲荷神社?, Fushimi Sanpō Inari jinja) è un piccolo jinja (santuario shintoista) che si trova nella zona di Shiba del quartiere di Minato, a Tokyo. L'edificio è dedicato al culto di Inari daimyōjin, la divinità shintoista dell'agricoltura e della fertilità. È realizzato su un basamento di cemento ed è coperto da un tetto in rame.
L'appezzamento di terra dove sorge il santuario apparteneva durante il periodo Edo al Clan Arima e forse ospitava già un luogo di culto per i contadini del posto. All'inizio del periodo Meiji, l'abitante del posto Kobayashi Shichibei (小林七兵衛?) spostò un preesistente santuario noto come Sanpō Inari (三宝稲荷?) all'interno della sua dimora; successivamente, il Santuario di Fushimi Inari-taisha di Kyoto accordò il bunrei (scissione di una divinità venerata in un luogo per poterla traslare e venerare altrove) della propria divinità Inari, che venne così traslata a Tokyo. In questa maniera il santuario assunse il nome attuale di Fushimi Sanpō Inari.
Dopo vari spostamenti nella zona, il santuario venne ricostruito nella suo attuale sede nel 1985. L'edificio affaccia sulla strada Mita Dōri, a pochi metri dalla Tokyo Tower, ed è circondato su tre lati da edifici residenziali e per uffici. Oltre alla Tokyo Tower, in zona sono presenti alcuni luoghi importanti, fra cui l'Akabane Bridge Building della Nippon Life Insurance, l'ospedale centrale di Saiseikai, il Parco di Shiba e l'ambasciata d'Italia a Tokyo.